# Pol Lozano
Pol Lozano, né le 6 octobre 1999 à Sant Quirze del Vallès en Espagne, est un footballeur espagnol qui évolue au poste de milieu central au RCD Espanyol

## Biographie

### En équipe nationale
Avec les moins de 17 ans, il participe au championnat d'Europe des moins de 17 ans en 2016. Lors de cette compétition, il prend part à six matchs. Il marque un but contre l'Italie lors de la phase de groupe. L'Espagne s'incline en finale face au Portugal après une séance de tirs au but.

## Palmarès
En sélection, Lozano est finaliste du championnat d'Europe des moins de 17 ans en 2016 avec les moins de 17 ans.